# بویوک چیلدیریم (سیحان)
بویوک چیلدیریم (به ترکی استانبولی: Büyükçıldırım) یک منطقهٔ مسکونی در ترکیه است که در سیحان واقع شده‌است.